# Kaymaztepe, Pülümür
Kaymaztepe là một xã thuộc huyện Pülümür, tỉnh Tunceli, Thổ Nhĩ Kỳ. Dân số thời điểm năm 2010 là 10 người.